# Smelowskia alba
Smelowskia alba là một loài thực vật có hoa trong họ Cải. Loài này được (Pall.) Regel miêu tả khoa học đầu tiên năm 1861.